# Nicolae Eftimescu

Generalul Nicolae Eftimescu.

Nicolae Eftimescu (n. 1 martie 1927, Valea Călugărească, județul Prahova – d. 6 ianuarie 2006, Obreja, județul Caraș-Severin) a fost un general român, care a îndeplinit funcția de prim-locțiitor al șefului Marelui Stat Major al Armatei Române (1983-1990).

## Biografie
Nicolae Eftimescu s-a născut la data de 1 martie 1927. A urmat cursurile Liceului Militar "Ștefan cel Mare" din Cernăuți (1939-1947), ale Școlii de Ofițeri de Infanterie din Sibiu (1947-1949) și apoi ale Facultății de Tancuri din cadrul Academiei Militare Generale (1953-1956).
A parcurs apoi toate gradele militare, de la sublocotenent (mai 1949), general-maior (7 mai 1977), general-locotenent (30 decembrie 1982), la general-colonel (1990), fiind încadrat în funcții de conducere și răspundere, printre care cea de conferențiar la Academia Militară și culminând cu cea de prim-locțiitor al șefului Marelui Stat Major și șef al Direcției Operații (1983-1990).
La data de 11 ianuarie 1990, generalul-locotenent (cu două stele) Nicolae Eftimescu a fost înaintat la gradul de general-colonel (cu 3 stele) . A îndeplinit apoi funcția de comandant al Academiei de Înalte Studii Militare din București (1990-1991), fiind trecut în rezervă în anul 1991.
În anii de pensie, s-a ocupat cu documentarea memorialistică, cuprinsă în cele patru volume cu albume foto, a istoriei fostului
liceu militar Cernăuți, din perioada anilor 1924-1945, exemplare ce au fost predate Muzeului Militar Central din București .
Generalul de corp de armată (r) Nicolae Eftimescu a încetat din viață la data de 6 ianuarie 2006, după o lungă și grea suferință.

## Distincții
- Ordinul „Steaua Republicii Socialiste România” clasa a V-a (1971) „pentru merite deosebite în opera de construire a socialismului, cu prilejul aniversării a 50 de ani de la constituirea Partidului Comunist Român”[5]